# Mouriri floribunda
Mouriri floribunda är en tvåhjärtbladig växtart som beskrevs av Markgr.. Mouriri floribunda ingår i släktet Mouriri och familjen Melastomataceae.
Artens utbredningsområde är Peru. Inga underarter finns listade i Catalogue of Life.